# Dahé
Dahé è un arrondissement del Benin situato nella città di Houéyogbé (dipartimento di Mono) con 16.367 abitanti (dato 2006).